# Oligoaeschna buehri
Oligoaeschna buehri là loài chuồn chuồn trong họ Aeshnidae. Loài này được Förster mô tả khoa học đầu tiên năm 1903.